# こどもの療育相談
『こどもの療育相談』（こどものりょういくそうだん）は、1993年4月6日から2000年3月23日までNHK教育テレビで放送されていたテレビ番組である。

## 概要
心身の発達に遅れや障害のある子どもの療育のあり方を保護者向けに解説していた番組で、視聴者から寄せられた育児記録をもとに構成していた。司会は小林洋子が務めていた。
1994年2月1日に放送された「シリーズ 療育の記録〜姉と兄に見守られて〜」の回は、NHK主催の第21回日本賞で日本賞と東京都知事賞を受賞した。

## 放送時間
いずれも日本標準時、別の時間帯での再放送あり。

### レギュラー番組時代
- 火曜日 19:20 - 19:50 （1993年4月6日 - 1997年4月1日）

### 不定期番組時代
- 月曜日 19:30 - 20:00 （1997年8月4日 - 1997年8月25日）
- 月曜日 19:30 - 20:00 （1997年12月15日 - 1997年12月29日）
- 月曜日 19:30 - 20:00 （1998年3月2日 - 1998年3月30日）
- 月曜日 19:30 - 20:00 （1999年3月1日 - 1999年3月22日）
- 月曜日 20:10 - 20:40 （1999年3月29日）
- 月曜日 - 木曜日 19:10 - 19:40 （1999年8月23日 - 1999年8月26日）
- 木曜日 19:10 - 19:40 （1999年12月2日 - 1999年12月23日）
- 木曜日 19:10 - 19:40 （2000年3月2日 - 2000年3月23日）

## 取り上げたテーマの例
- ことばを育てる
- LD 学習障害
- 自閉症
- 障害の重い子とともに
- 親たちのネットワーク
- ことばとコミュニケーション
- テクノロジーでこころを育む
- 障害の重い子のくらし
- ダウン症
- 聞こえとコミュニケーション